# Charles Sanderson, Baron Sanderson of Bowden
Charles Russell Sanderson, Baron Sanderson of Bowden Kt DL (* 30. April 1933) ist ein britischer Textilunternehmer, Wirtschaftsmanager und Politiker der Conservative Party, der seit 1985 als Life Peer Mitglied des House of Lords ist.

## Leben

### Militärische und berufliche Laufbahn
Nach dem Schulbesuch trat Sanderson 1952 in das Royal Corps of Signals ein und diente zwischen 1953 und 1956 erst im Signalregiment der 51st (Highland) Division der Territorialarmee sowie im Anschluss bis 1958 bei den King’s Own Scottish Borderers der Territorialarmee.
Nach Beendigung seines Wehrdienstes trat er 1958 als Partner in das familiäre Unternehmen Chas. P. Sanderson Wool & Yarn Merchants in Melrose ein und war für dieses bis 1987 tätig.
Mitte der 1970er Jahre begann Sanderson, der 1972 Mitglied der Generalversammlung der Church of Scotland wurde, seine politische Laufbahn in der Conservative Party und war zunächst zwischen 1975 und 1977 Vizepräsident und dann von 1977 bis 1979 Präsident der Vereinigung der Schottischen Konservativen und Unionisten. Zugleich gehörte er zwischen 1977 und 1986 dem Exekutivkomitee der Nationalen Union der konservativen Vereinigungen an und war zunächst zwischen 1979 und 1981 deren Vize-Vorsitzender und danach von 1981 bis 1986 deren Vorsitzender.
In dieser Zeit war Sanderson, der von 1978 bis 1987 Gouverneur der St. Mary’s School in Melrose war, zwischen 1980 und 1987 Gouverneur des Scottish College of Textiles und von 1982 bis 2000 Mitglied des Rates des Trinity College in Glenalmond, dessen Vorsitzender er zuletzt von 1994 bis 2000 war. Daneben engagierte er sich zwischen 1984 und 1987 als Mitglied des Rates der Independent Schools sowie zeitgleich als Mitglied des Komitees der Verwaltungskörperschaften.
Zu Beginn der 1980er Jahre übernahm er auch zunehmend Managerfunktionen in anderen Wirtschaftsunternehmen und war zwischen 1981 und 1987 Direktor von Illingworth Morris plc sowie in den Jahren 1983 bis 1987 Vorsitzender des Edinburgh Financial Trust und von 1984 bis 1987 des Shires Investment Trust. 1985 begann er auch seine Tätigkeit für die Clydesdale Bank, in der er zwischen 1985 und 1987 sowie erneut von 1993 bis 2000 Direktor und zuletzt zwischen 1996 und 1998 zuerst Vize-Vorsitzender sowie anschließend von 1998 bis 2004 Vorsitzender war.

### Oberhausmitglied und Staatsminister
Durch ein Letters Patent vom 5. Juni 1985 wurde Sanderson, der 1981 Knight Bachelor geadelt worden war und fortan den Namenszusatz „Sir“ führte, als Baron Sanderson of Bowden, of Melrose in the District of Ettrick and Lauderdale, zum Life Peer erhoben. Kurz darauf erfolgte seine Einführung (Introduction) als Mitglied des House of Lords.
1987 wurde er Staatsminister im Ministerium für Schottland und bekleidete diese Funktion bis 1990. Daraufhin war Lord Sanderson, der seit 1990 Deputy Lieutenant von Roxburgh, Ettrick und Lauderdale ist, zwischen 1990 und 1993 Vorsitzender der Scottish Conservative Party, des Landesverbandes der Conservative Party in Schottland.
Nach seinem Ausscheiden aus der Regierung 1990 übernahm er zunehmend wieder Managerfunktionen in der Privatwirtschaft und war von 1990 bis 1992 Direktor von Illingworth Morris plc sowie zwischen 1991 und 2003 von The Scottish Mortgage Trust plc, dessen Vorsitzender er zuletzt von 1993 und 2003 war. Lord Sanderson, der seit 1991 Vorsitzender der Hawick Cashmere Co ist, war darüber hinaus Direktor von Woolcombers plc (1992 bis 1995), von Caros (1992 bis 1995), von United Auctions Ltd (1992 bis 1999), von Edinburgh Woollen Mills Ltd (1993 bis 1997), von Watson & Philip plc (1993 bis 1999), von Scottish Pride Holdings (1994 bis 1997) sowie von Morrison Construction plc (1995 bis 2000).
Lord Sanderson, der von 1994 bis 2001 Mitglied des Rates der Edinburgh Napier University war, war weiterhin von 1996 bis 2000 Ehrenpräsident der Präsident der Vereinigung der Schottischen Konservativen und Unionisten. Nachdem er ferner zwischen 1996 und 1997 als Vize-Vorsitzender der Vereinigung schottischer Oberhausmitglieder (Scottish Peers’ Association) fungierte, war er im Anschluss von 1998 bis 2000 deren Vorsitzender.
In dieser Zeit war er von 1998 bis 2004 auch Vorsitzender der St. Mary’s School in Melrose sowie Vorstandsmitglied der Yorkshire Bank plc in den Jahren 1999 bis 2004. Seit 2000 engagiert er sich auch in der traditionellen Livery Company der Worshipful Company of Framework Knitters und gehört seither deren Assistenzausschuss als Mitglied an. Daneben ist er seit 2004 Upper Warden dieses Wirtschaftsverbandes, nachdem er von 2003 bis 2004 Under Warden sowie zeitweise zwischen 2005 und 2006 auch Master war.
Lord Sanderson, dem 2001 Ehrendoktorwürden der University of Glasgow sowie der Edinburgh Napier University verliehen wurde, fungierte von 2002 bis 2003 als Präsident der Royal Highland and Agricultural Society of Scotland sowie zwischen 2003 und 2008 als Vize-Lord Lieutenant von Roxburgh, Ettrick und Lauderdale. Darüber hinaus war er von 2006 bis 2008 Direktor der Develica Deutschland plc und ist seit 2007 Direktor der Accsys Technology plc sowie seit 2008 Vorsitzender des Abbotsford Trust.